# John Lindgren (apotekare)
John Axel Lindgren, född 7 oktober 1844 på Vistinge i Risinge socken, död 8 augusti 1920 i Lund, var en svensk apotekare.
John Lindgren var son till färgaren och klädesfabrikören Pehr August Lindgren. Han blev apotekselev 1859, avlade farmacie studiosiexamen 1863 och apotekarexamen 1868. Efter tjänstgöring vid apotek i Stockholm, Falun och på nytt i Stockholm blev han 1875 föreståndare för apoteket Hjorten i Lund, vars innehavare han var från 1888 och fram till sin död. På uppdrag av Apotekarsocieteten publicerade han Förteckning öfver de allmännaste svenska läkemedelsnamnen (1892, 2:a upplagan 1902), varjämte han bland annat utgav Pharmaca composita (1891, tillsammans med C. G. H. Thedenius med flera). Lindgrens främsta insats var det kulturhistoriskt värdefulla, efter mångåriga studier påbörjade arbetet Läkemedelsnamn. Ordförklaring och historik (del 1-3 1918-1919, del 4 postumt 1925). Det omfattande verket är en uppslagsbok över medicinalväxter, läkemedel, kemikalier med mera, och fullbordades 1947 av Lauritz Gentz.